# جنگه‌میران
جنگه‌میران (به لاتین: Cəngəmiran) یک منطقهٔ مسکونی در جمهوری آذربایجان است که در شهرستان لریک واقع شده‌است.

## جمعیت
جنگه‌میران ۱٬۲۳۷ نفر جمعیت دارد.

## ریشه واژه
جنگ در زبان تالشی با جنگ فارسی یکسان است و میران  تغییریافته میون یا میدان به‌معنی میدان و جایگاه است و جنگه‌میران یعنی جایگاه رخ‌دادن جنگ.